# 小販

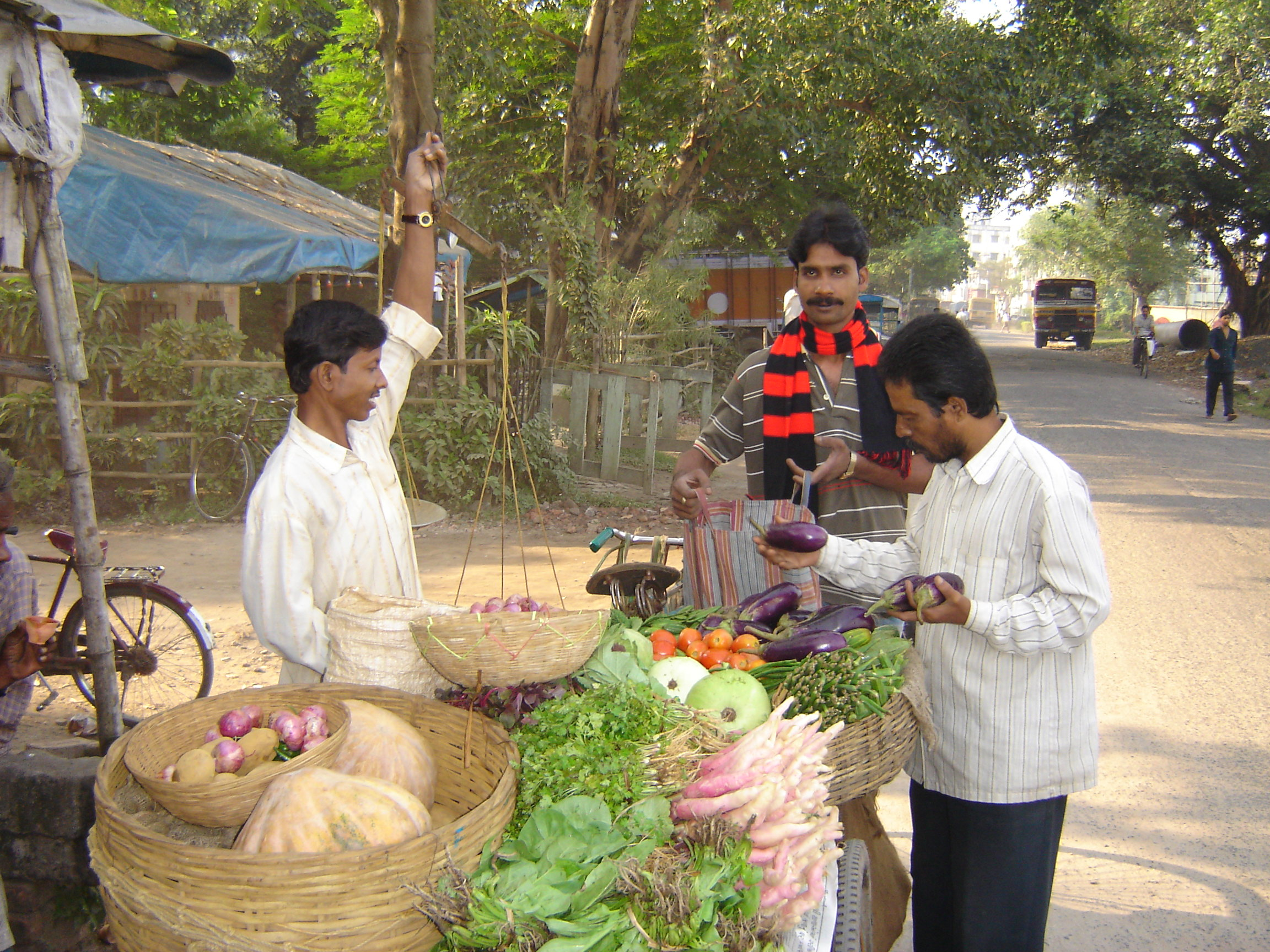
印度菜販

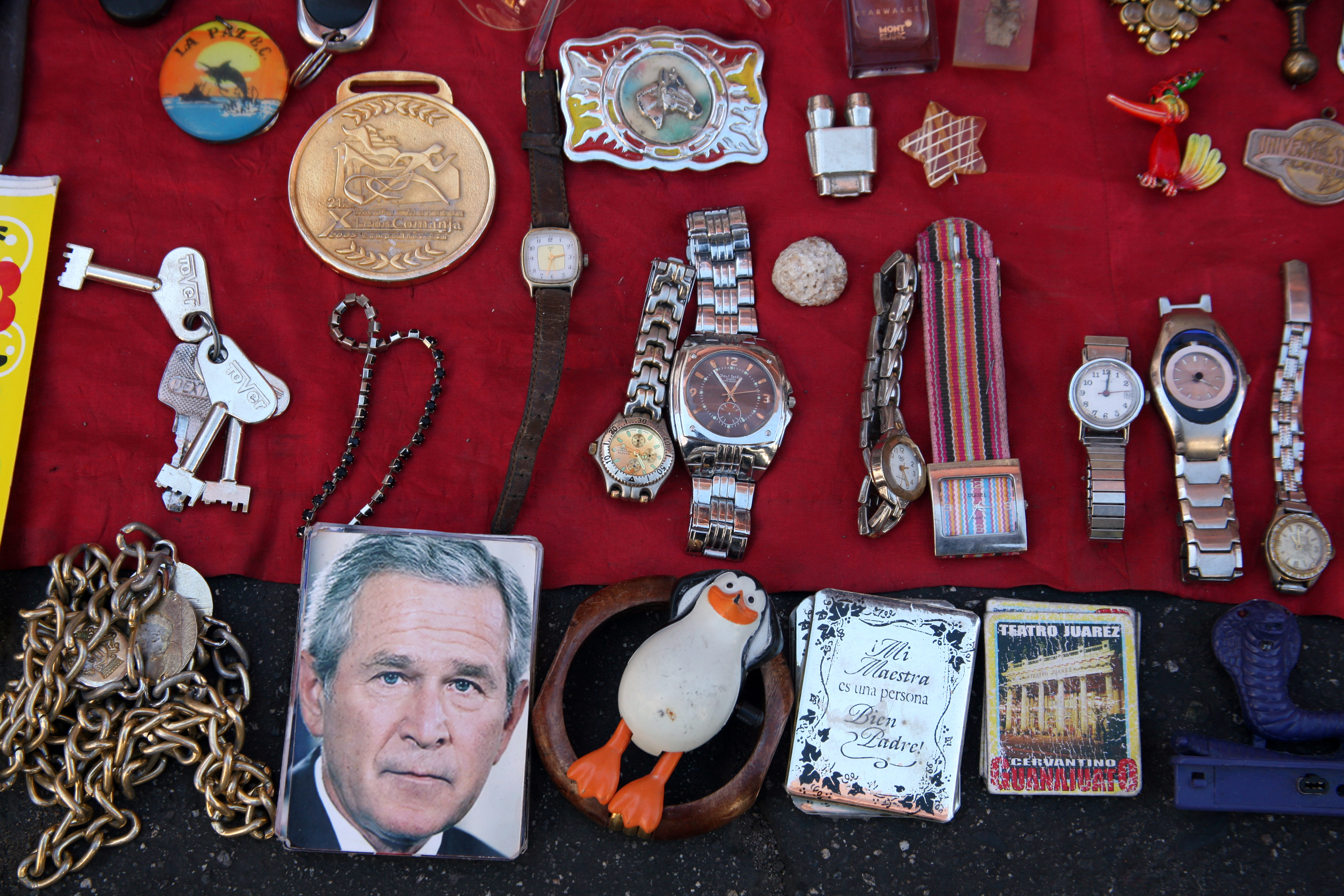
墨西哥一個地攤販賣的商品

小販，又稱攤販或流動商販等，是指在街道或露天地方一種歷史久遠的商業型態，可以說和人類的商業歷史一樣悠久。攤販不靠廣告推銷，全靠人流，最原始的商業販子。小販是經濟不景氣的溫度計，失業率高企之時，為生計所以意圖自僱，成為小販。這種銷售方式又稱擺檔、擺攤子、擺攤兒或擺路邊攤。
攤販發展至今已呈現多種樣貌。小販分為流動小販和固定小販，前者可能是輕便貨物放於地上擺地攤售賣，或者木頭手推車盛載，流動叫賣，收檔則推車仔回家。而固定小販又名路邊攤，通常申領有小販牌照，固定在指定的街道上營業，貨物收檔後或者放在固定的路邊攤內，加上鎖，下一個工作日再開檔。
在某些地區，如人口密集的香港，沒有領取牌照，隨意在街頭擺賣是違法的。

## 型態

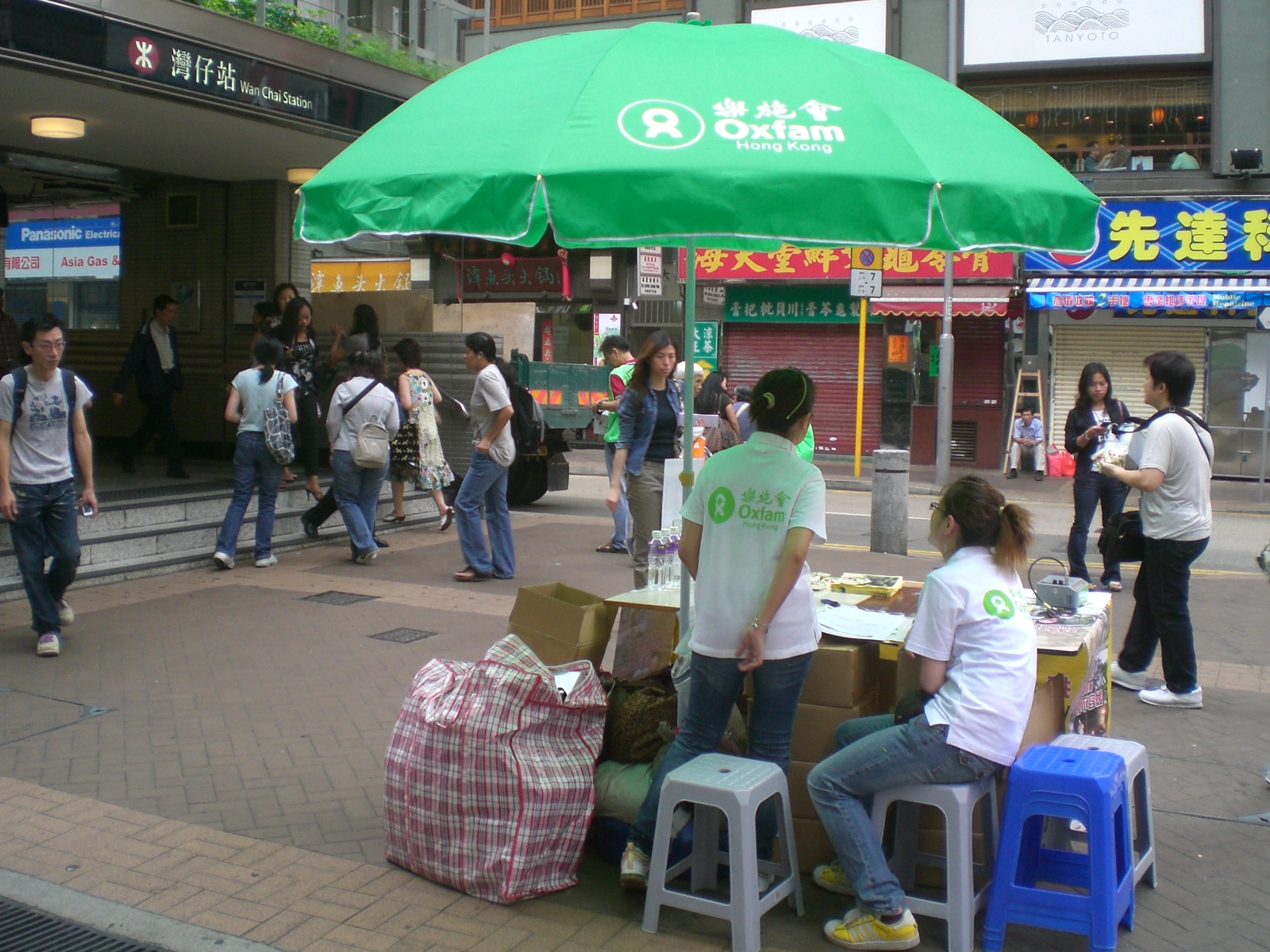
團體街站

自古以來，人類會在固定的時間和地點開市交易，或稱墟，當時的人或以擔杖挑物，或以布巾包物來市，席地而坐便開始了交易活動。這種簡陋但便利的販賣方法即為「攤販」最基本的型態，此型態至今仍然處處可見。
隨著交通工具的發展，手推車、腳踏車、三輪車、摩托車、貨車等等都陸續成為攤販的運輸工具。有些販賣飲食的攤販便進而發揮巧思將這些運輸工具加以改造，設計出具有遮雨棚和簡易料理台的販賣平台。這種販賣平台除了可以參加傳統的市集之外，更便於沿街叫賣，增加客源。
在有騎樓的地區，騎樓也成為攤販做生意的場所。有些騎樓是騎樓的所有者自行用來做小本生意，有些則是出租給租買不起店面的攤販。與前述的流動攤販相比，這種騎樓攤販的營業方式與時段通常更為固定，可說是介於攤販與店家之間的型態。也有不少騎樓攤販在發展一段時間之後租買店面而升級為店家。

## 姓氏為記
中國古代的市集，在大城市、如清明上河圖的汴京，除了固定的商舖外，便是從鄰近鄉郊來的小賣商品，一般小販商品包括適時的農產品、牛羊、手工日用品等。一般小型的城鄉設立墟，有指定的墟期，小販都會依期前來，為了便於分別，都會在同一地點擺檔，或以姓氏為記。

## 特徵
庶民經濟
由於大多不具有店面，因此營業成本較低。因此在商品的售價通常可以較低。同時具有低資本額、低學經歷的從業門檻的特性。
妨礙交通
由於常佔據騎樓或人行道，因此在人口密集的市區常被警察取締。
群聚效應
攤販往往會聚集客源形成市集，因此攤販彼此會導致群聚效應。
稅制漏洞
攤販的特性讓稅務機關難以公平徵稅，許多受歡迎的攤販繳交的稅都太低了。

## 各地情況

### 廣州
作為省城的廣州，其集市貿易有著悠久歷史，人們到圩場購物或售賣貨品俗稱趁圩，小販到各地市場設攤擺檔俗稱走圩。1757年一口通商後，廣州十三行發展興旺，本地小販就聚到商館區廣場招徠生意。清代廣州城未有專職處理小販事務的隊伍，十三行區域秩序維持，由駐紮在十三行商館區守衛所大約10到12名士兵負責，主要是防止華人騷擾「番鬼」，避免發生「民夷衝突」。有時會轉告巡役前去驅趕。
到民國初期（1912年後），廣州市馬路尚未開闢時，小販維持街頭擺賣形式，廣州市政府見到存有環境與交通問題，著手規劃興建街市安置商販，還為各投入街市劃分所屬街道範圍，規定“肩挑魚肉菜蔬者不得在市場所屬街道內擺設”。由於入場要收取租金，街市落成後小販均不願遷入。如廣州市第一個商營公共街市南益市場，在1925年6月開業後就遭到商販集體抵制。而小販與街市間在民國時期常爭持不下，要省政府乃至中央部門介入調解。

### 香港
香港政府1872年首次將小販列入統計的職業項目，並於1873年開始施行發牌制度，隨著1930年代小販人口增加，政府正式立法規管小販，於1935通過《公眾衞生及市政條例》，並於1958成立專責的小販管理隊，1970年代起政府陸續停止發出新的小販牌照。
基於法例規管，在香港任何人未得到食物環境衞生署發出的小販牌照而在街邊擺賣屬違法行為，可被檢控，食環署設有小販事務隊專責管制小販販賣活動。
雖然香港政府一向主張管控街頭小販，以減少其數量並達至美化市容之效，但社會上仍有不少聲音支持香港的小販文化。
2012年9月3日，食物及衛生局局長高永文表示，香港特區政府計劃使用5年時間，改善全香港43個固定小販區，並且會向檔主提供協助，亦會一次過提供搬遷或者結業津貼；是次計劃涉及逾4,000名小販，期望改善防火條件。對於一些需要原來地址改變安裝的攤檔，香港政府會就攤檔的設計及防火用料等向檔主提供資料及相關協助，工程費用亦會有所津貼。

### 台灣
- 參見：台灣街賣工作者

## 图片

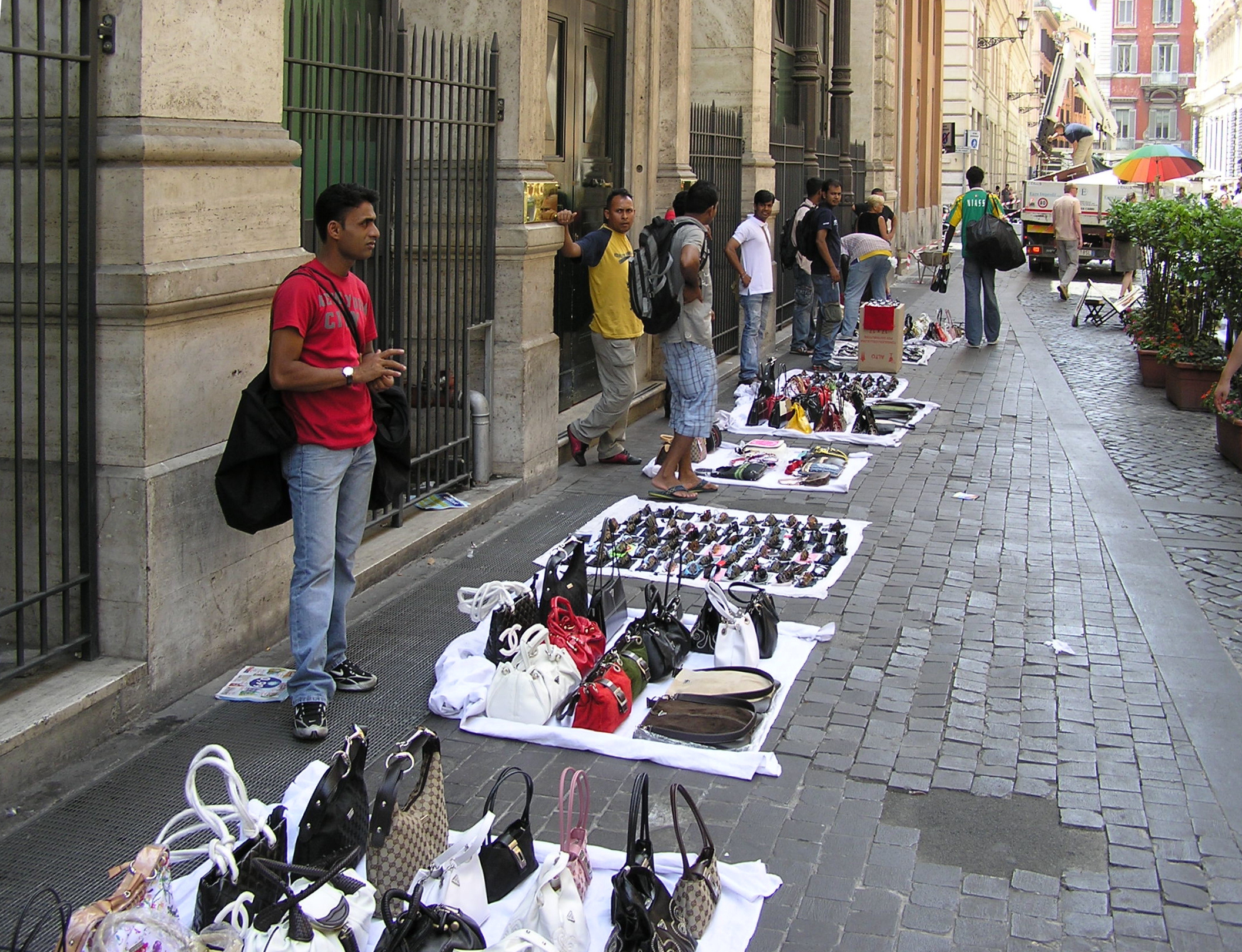
羅馬街頭的攤販
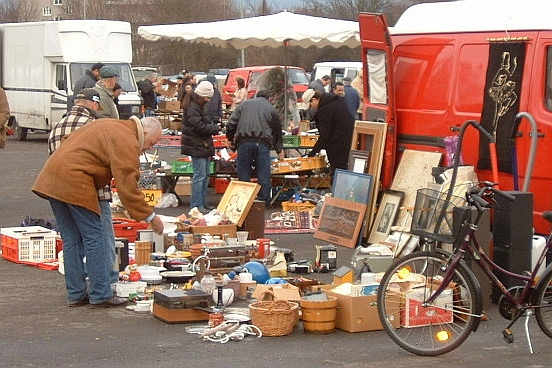
跳蚤市場的攤販
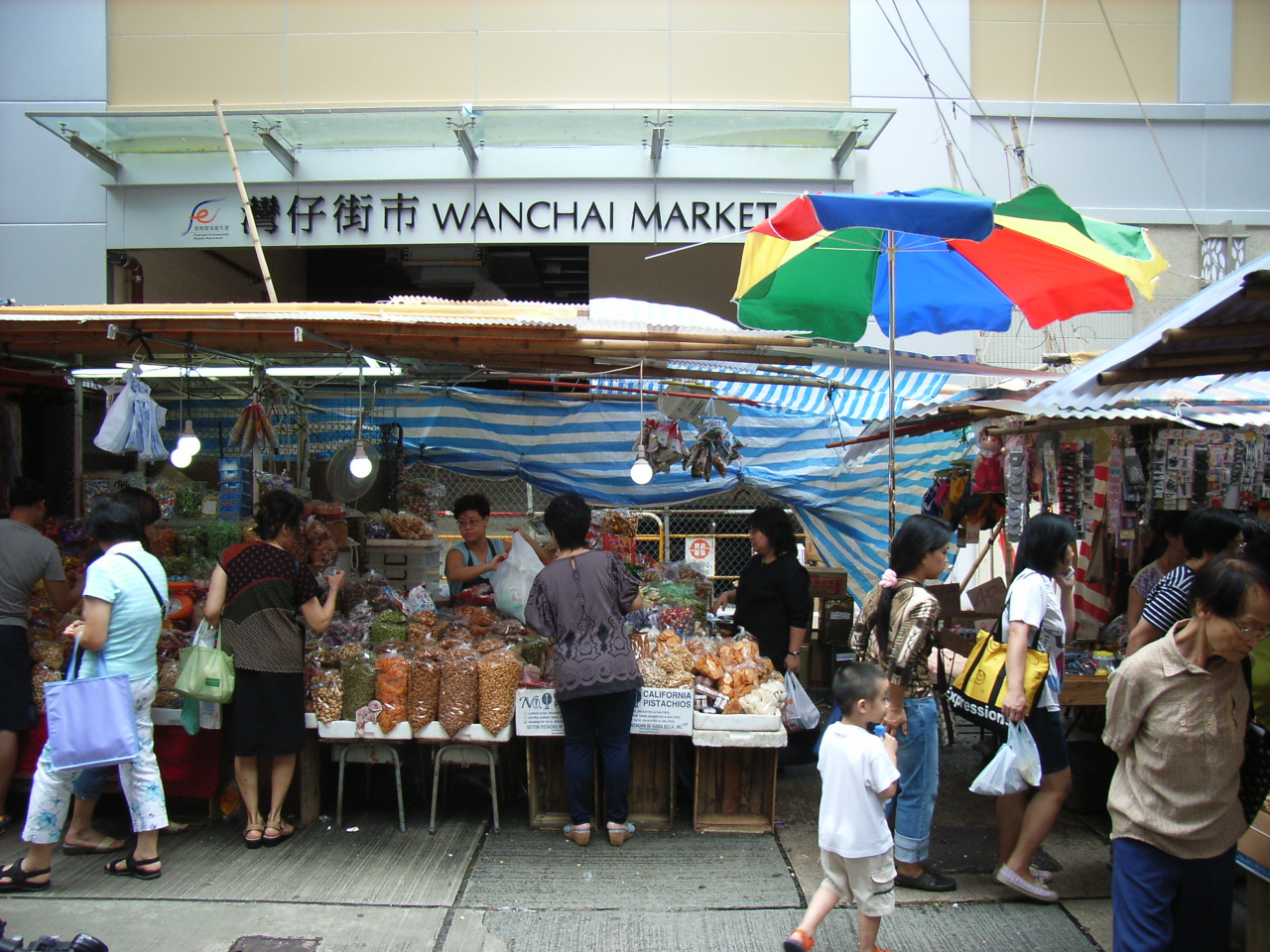
傳統市場的攤販
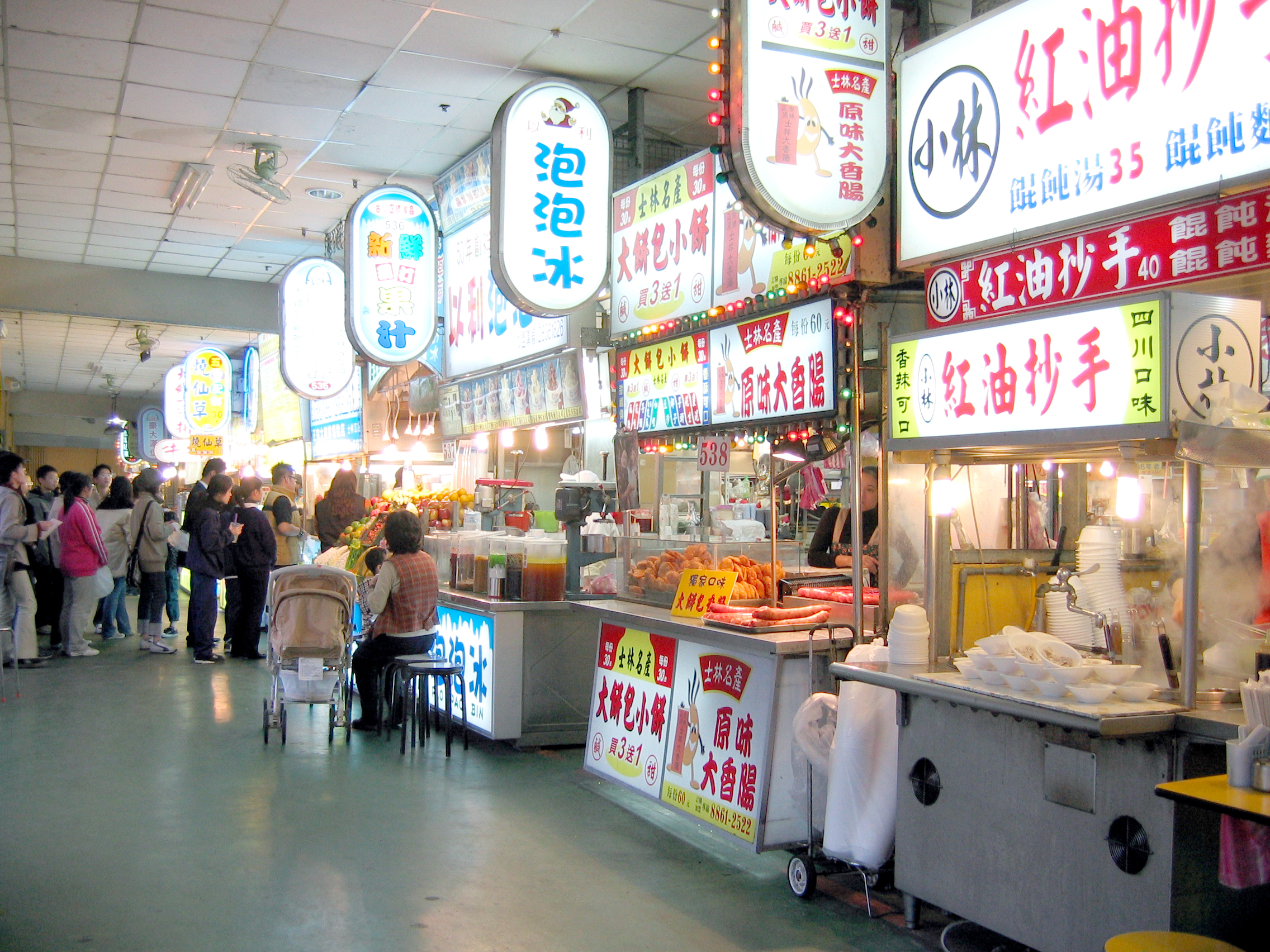
觀光示範夜市的攤販
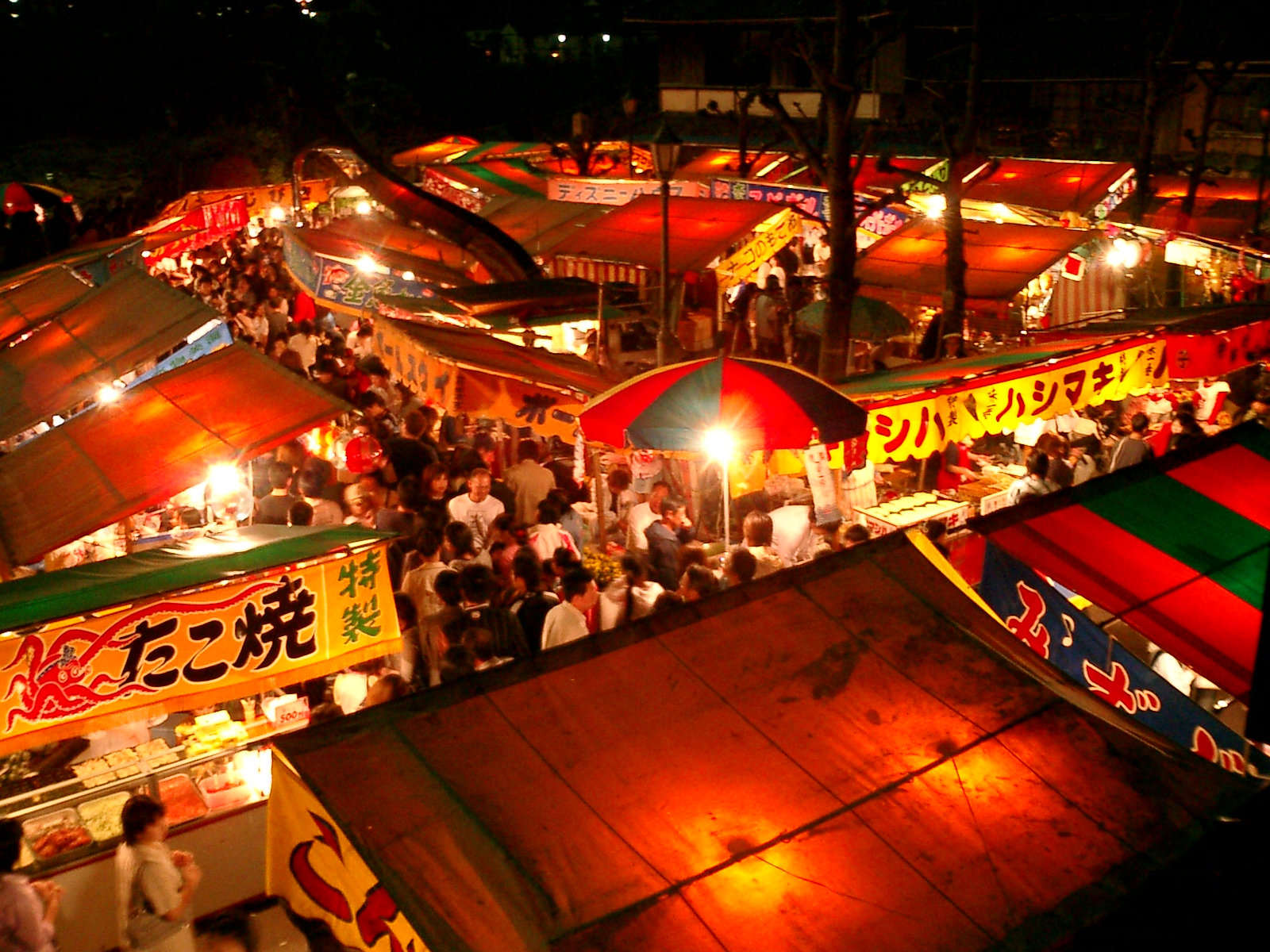
日本祭典時的攤販
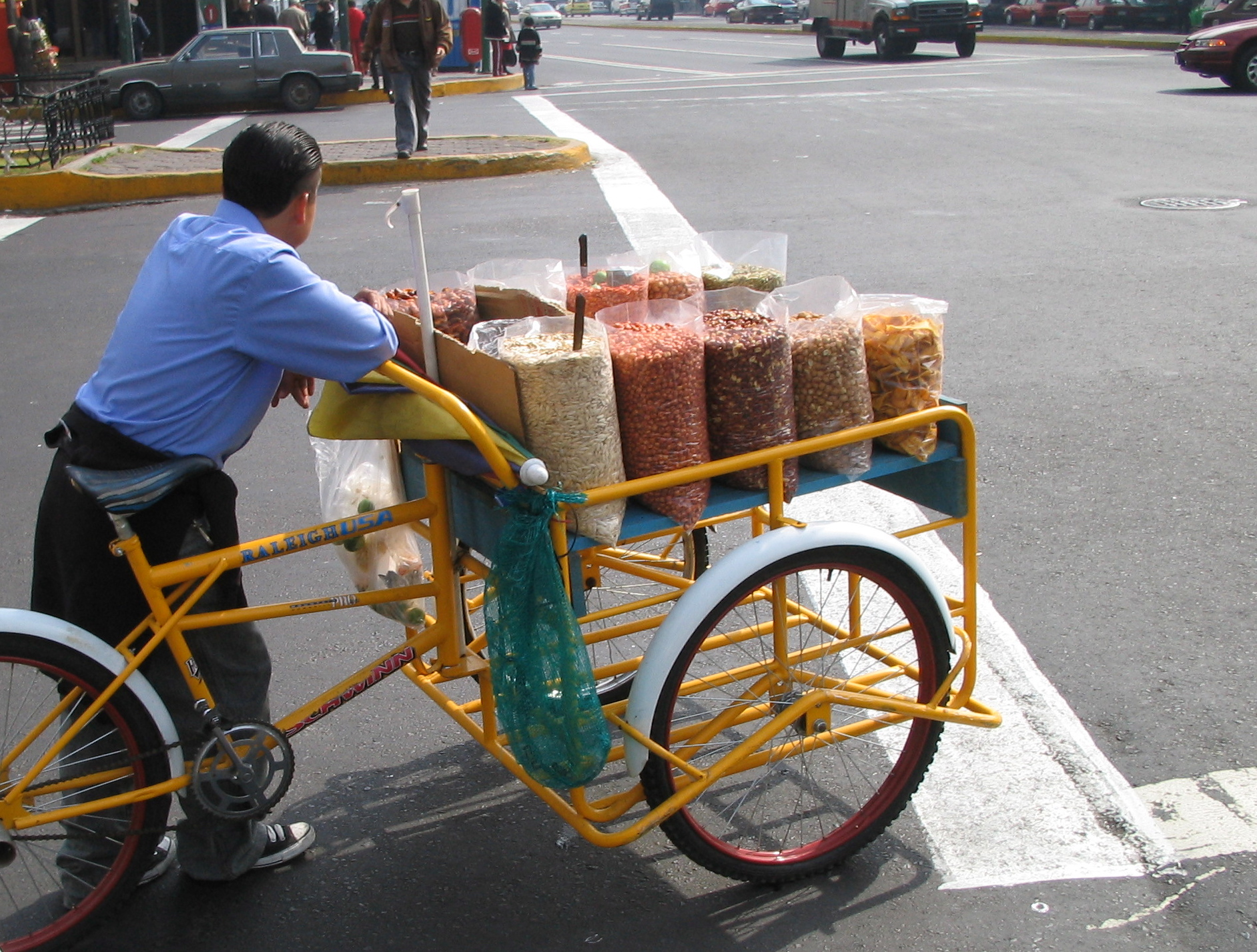
走販式的攤販
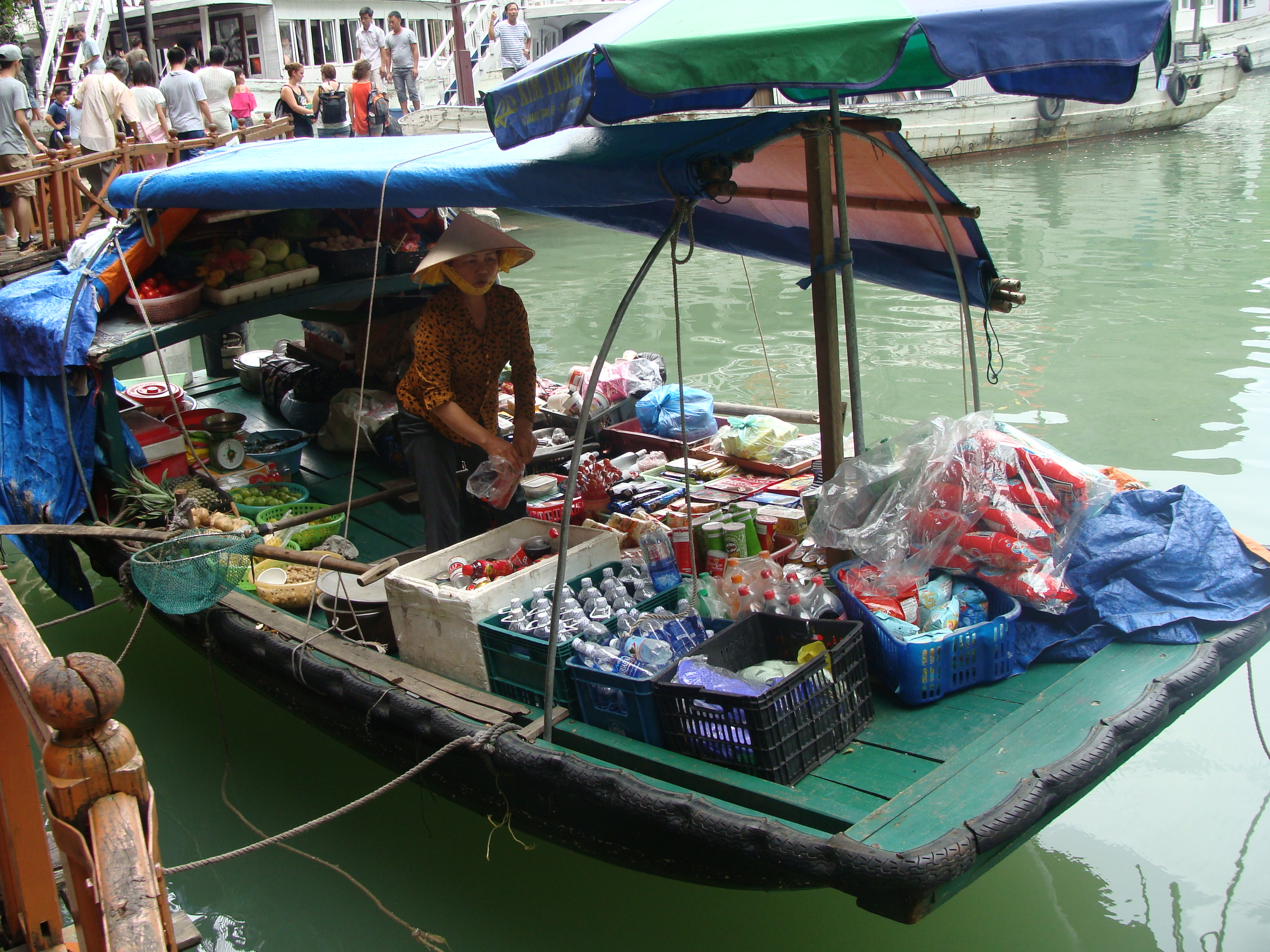
越南的攤販船
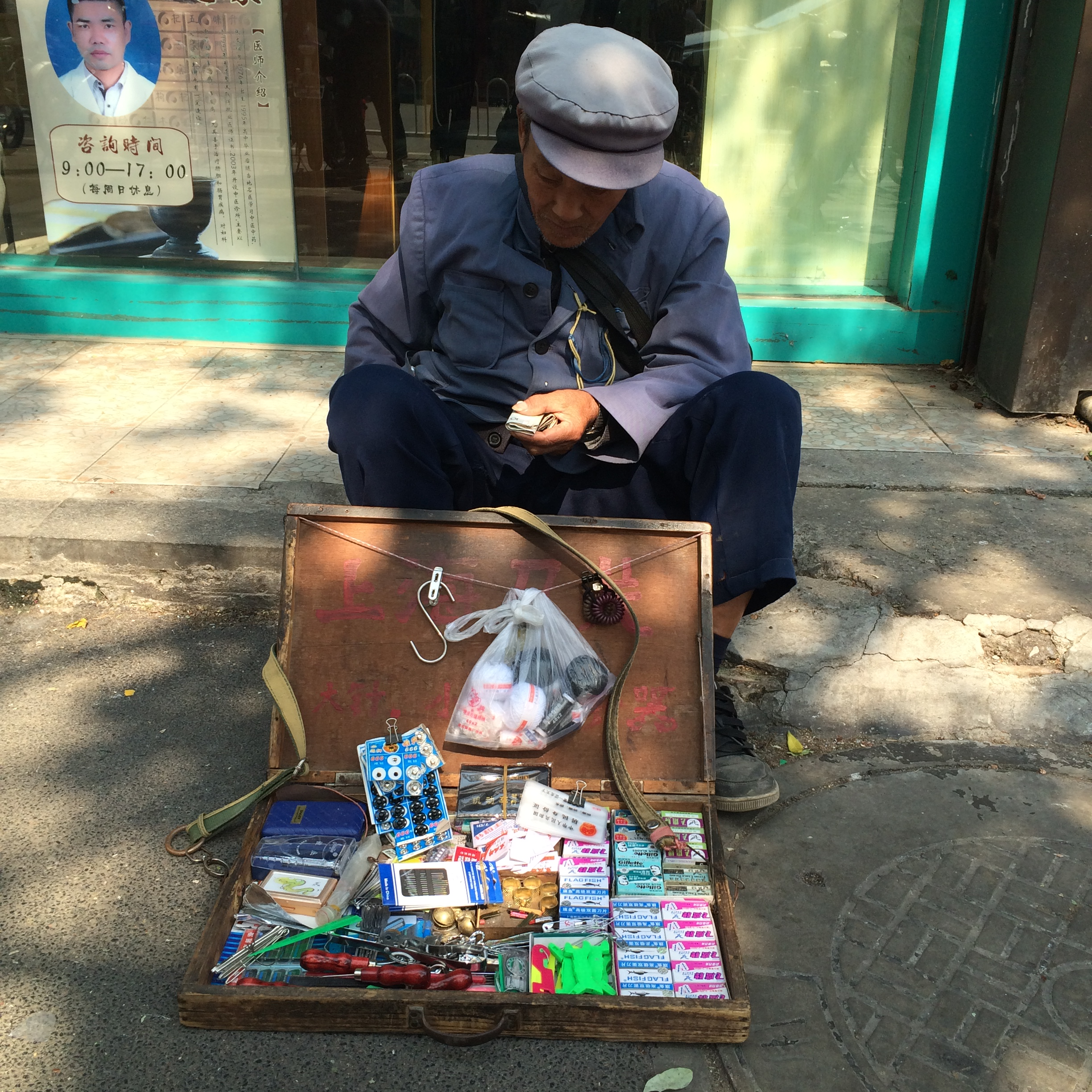
南京街头的老年商贩，仅以一折叠式木盒展示所售商品
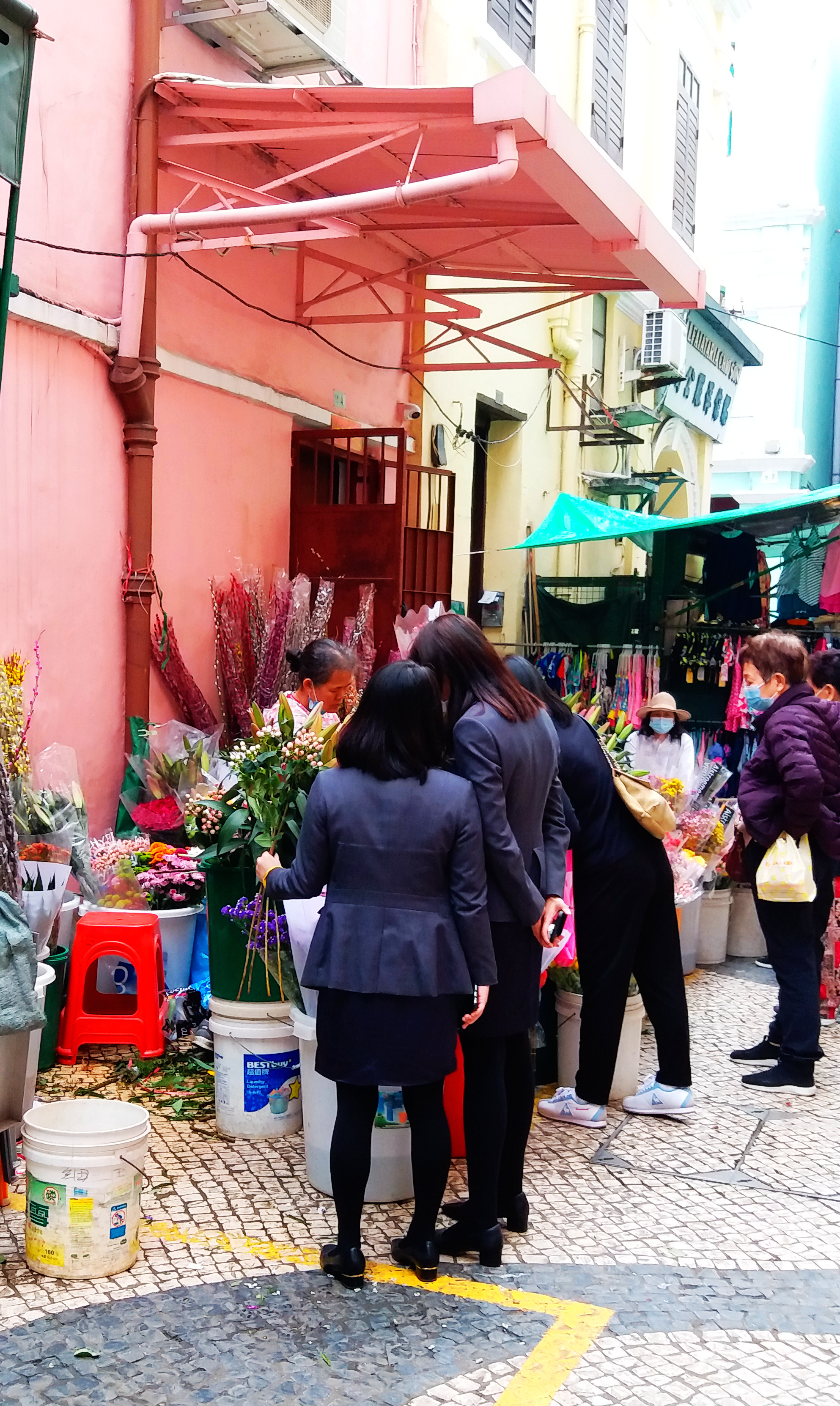
花檔
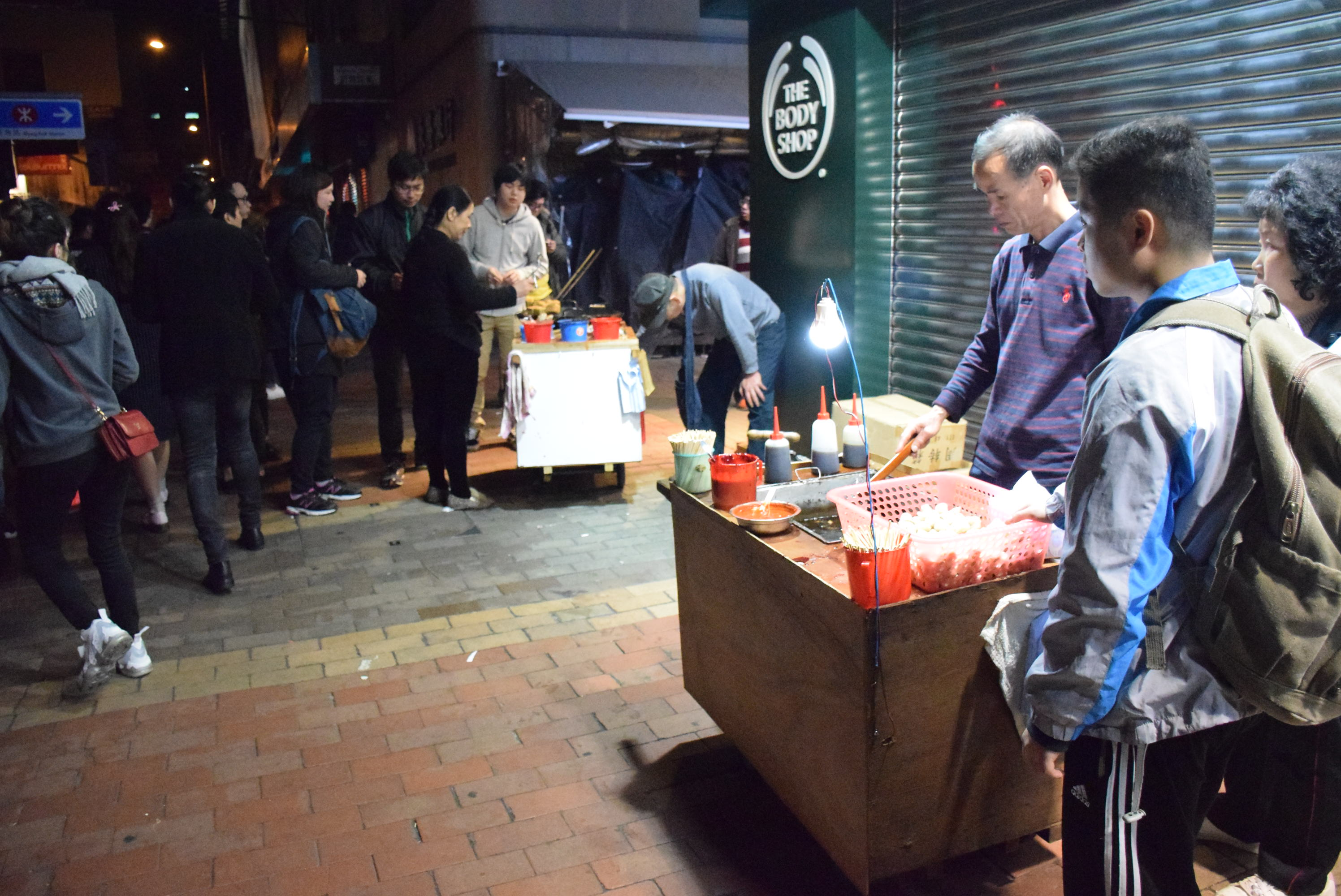
香港旺角街頭的流動熟食小販